# موتور نواب درویش‌منش
موتور نواب درویش‌منش یک منطقهٔ مسکونی در ایران است که در دهستان جازموریان واقع شده‌است. موتور نواب درویش‌منش ۴۶ نفر جمعیت دارد.